# Kerkbuurt (Schiedam)
Kerkbuurt is een buurtschap in de gemeente Schiedam, in de Nederlandse provincie Zuid-Holland. Het ligt in het noorden van de gemeente tussen Kethel en Windas enerzijds en Kandelaar anderzijds. Kerkbuurt maakte tot 1941 deel uit van de gemeente Kethel en Spaland.
Kethel was een overwegend hervormd dorp. Kerkbuurt was het centrum van de katholieken van Kethel. Zij hielden vanaf 1648 de mis in een boerderij op de hoek van de Kerkweg en de Joppelaan. Deze boerderij werd in de loop der jaren omgebouwd tot schuilkerk. In de 19e eeuw werd het bouwwerk voorzien van een portaal en een toren. In 1890 werd de Jacobuskerk geopend, een ontwerp van architect A.C. Bleijs dat sinds 10 juni 2002 een rijksmonument is.

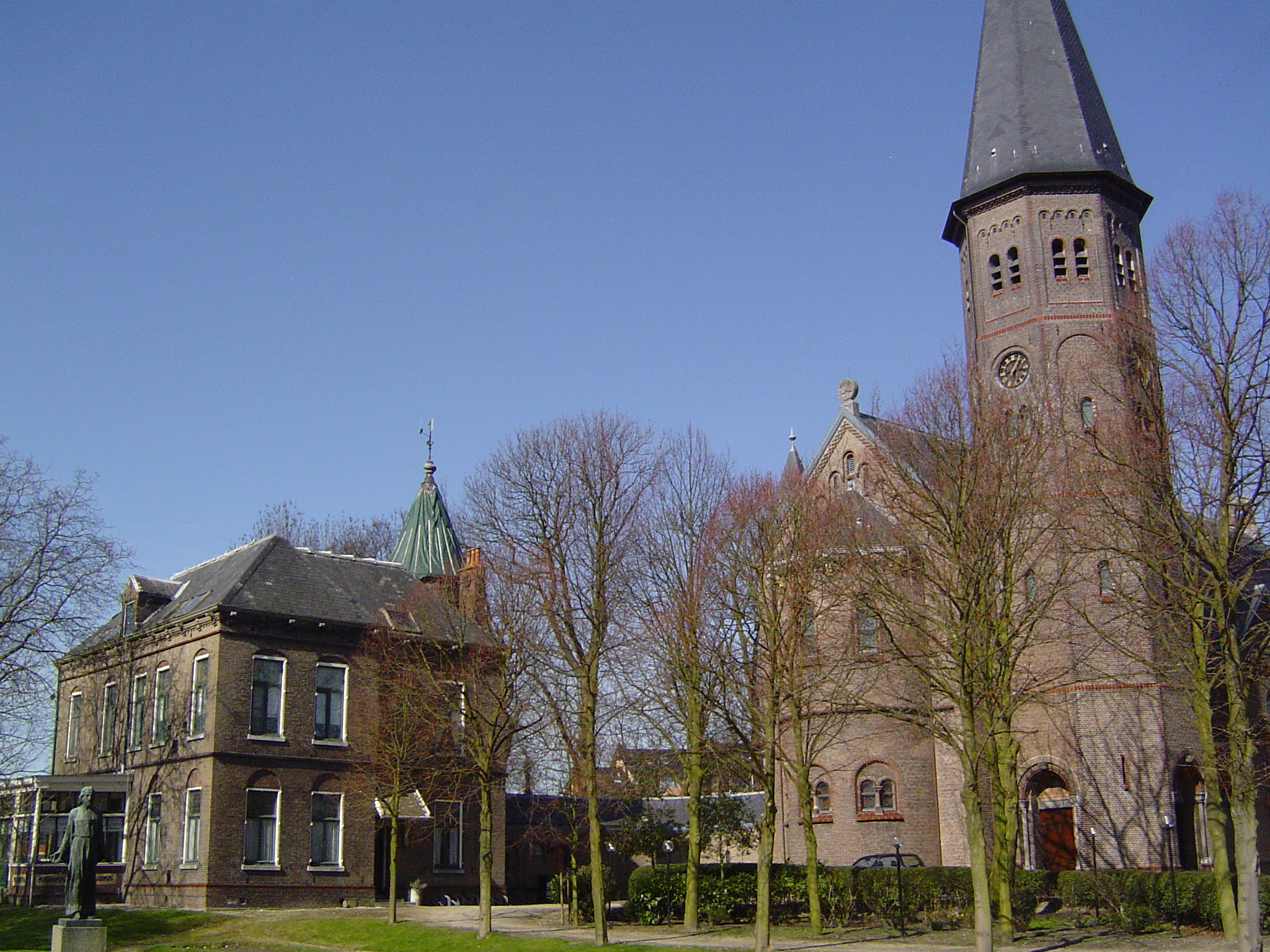
Jacobuskerk

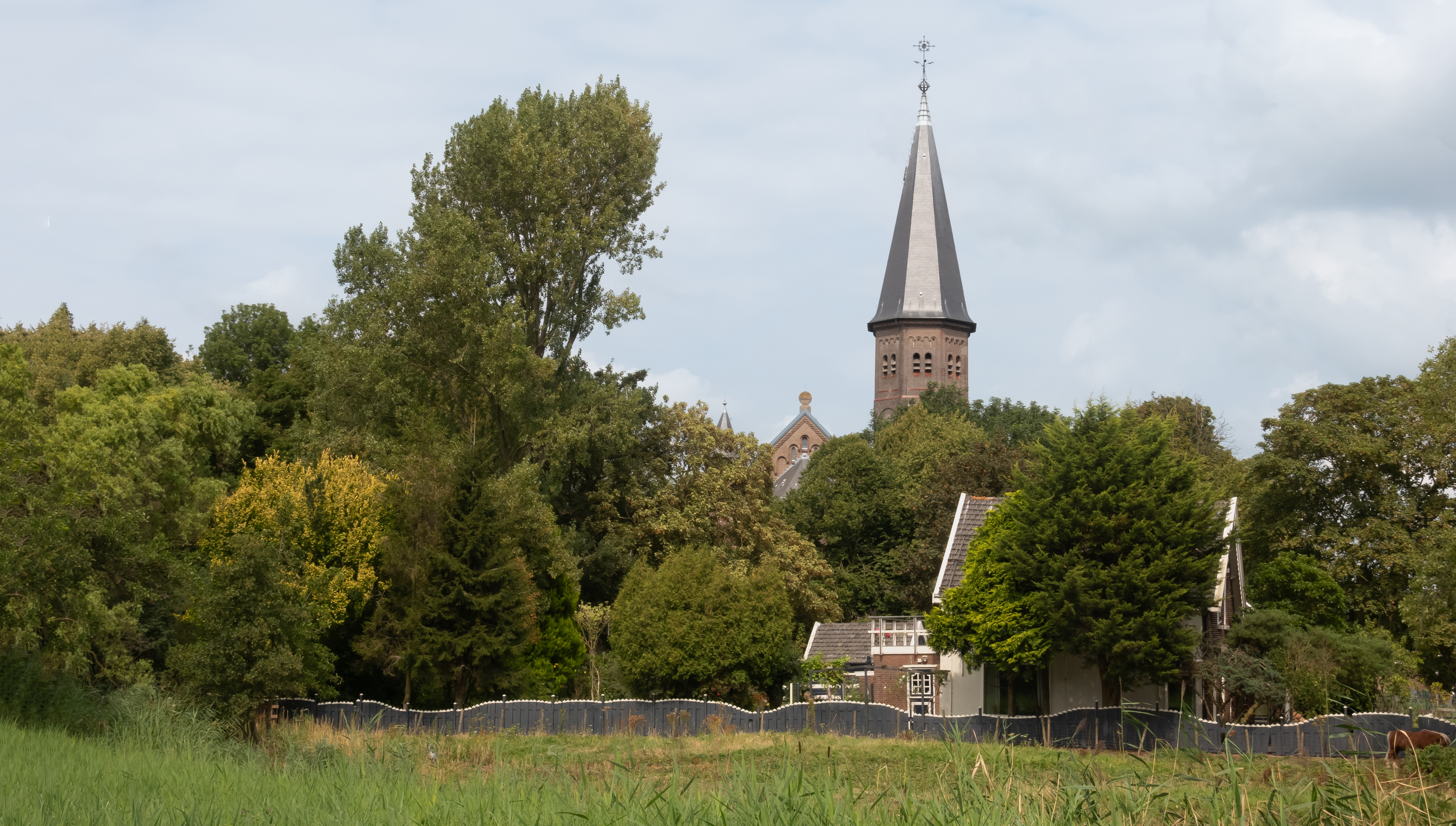
Jacobuskerk

Stad: Schiedam    Buurtschappen: Kerkbuurt · Windas

Wijken: Bijdorp · 's-Gravelandsepolder · Groenoord · Kethel · Nieuw-Mathenesse · Nieuwland · Schiedam-Oost · Schiedam-West · Schiedam-Zuid · Spaanse Polder · Spaland · Stadscentrum · Woudhoek

Zuid-Holland: Steden en dorpen    Nederland: Provincies · Gemeenten